# Синагога на битолчаните
Синагогата на битолчаните (на гръцки: Συναγωγή Μοναστηριωτών; на ладино: Esnoga Monastir; на иврит: קהל קדוש מונאסטירליס) е юдейски храм в македонския град Солун, Гърция, разположена на улица „Сингрос“ № 35.
Тя заедно с Яд Лезикарон и малката синагога Саул Модиано е една трите запазени синагоги в града, като е най-голямата от тях.

## История
Синагогата е построена с дарения от еврейски семейства, преселени от Битоля в Солун след Балканските войни (1912 - 1913) и Първата световна война (1914 - 1918), като особено важно е дарението на Ида Ароести в памет на съпруга ѝ Исак. Основите на синагогата са положени в 1925 година, като строителните дейности приключват в 1927 година, когато е официално открита от временно изпълняващия длъжността главен равин на Солун Хаим Рафаел Хабиб. Архитект на сградата е Ернст Ели Леви.
По време на нацистката окупация синагогата е в центъра на създаденото солунско гето. След депортирането на солунските евреи в лагерите на смъртта, синагогата е използвана от Червения кръст като склад и поради това не е разрушена от нацистите, а е поддържана в добро състояние. Непосредствено след освобождението на града през ноември 1944 г., в нея намират убежище малкото евреи, спасени от приятелски християнски семейства и взели участие в съпротивата и в храма продължава да се поддържа религиозният живот на общността.
По-късно след връщането на малкото оцелели от лагерите на смъртта, Синагогата на битолчаните става централната синагога на Солун.
През юни 1978 година синагогата е сериозно повредена от Солунското земетресение. Храмът продължава да обслужва религиозните нужди на солунското еврейство.